# سلئو (خواننده لهستانی)
سلئو (به انگلیسی: Cleo) (زاده ۲۵ ژوئن ۱۹۸۳) خواننده لهستانی است.
او در یوروویژن ۲۰۱۴ نماینده لهستان بود.